# 梅兰多勒
梅兰多勒（法語：Mérindol，法語發音：[meʁɛ̃dɔl]）是法国普罗旺斯-阿尔卑斯-蓝色海岸大区沃克吕兹省的一个市镇，位于该省南部，属于阿普特区。

## 地理
梅兰多勒（43°45'20.7"N, 5°12'9.2"E）面积26.59 平方千米，位于法国普罗旺斯-阿尔卑斯-蓝色海岸大区沃克吕兹省，该省份为法国东南部内陆省份，北起德龙省，西北接阿尔代什省，西接加尔省，南至罗讷河口省，东南角与瓦尔省接壤，东临上普罗旺斯阿尔卑斯省。
与梅兰多勒接壤的市镇（或旧市镇、城区）包括：马勒莫尔、舍瓦勒布朗、梅内尔布、皮热。

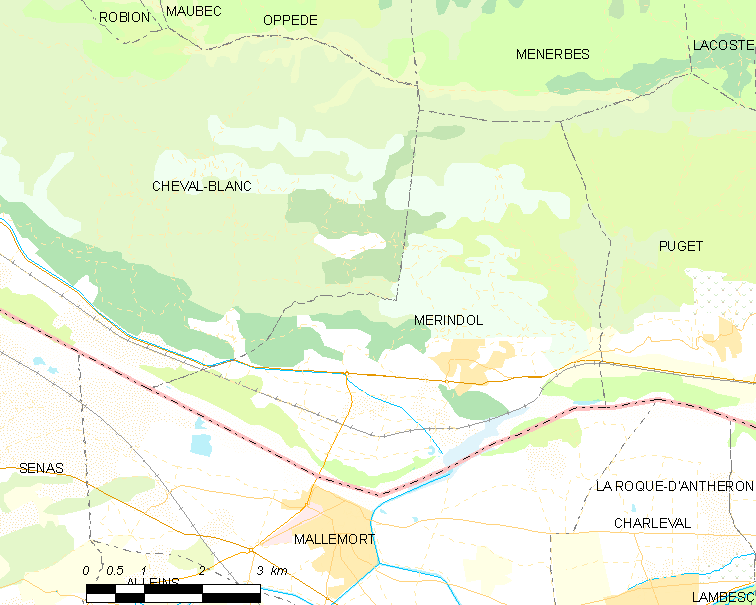
梅兰多勒的OSM定位图

梅兰多勒的时区为UTC+01:00、UTC+02:00（夏令时）。

## 行政
梅兰多勒的邮政编码为84360，INSEE市镇编码为84074。

## 政治
梅兰多勒所属的省级选区为舍瓦勒布朗县。

## 人口

1962-2008年间梅兰多勒人口变化图示

梅兰多勒于2022年1月1日时的人口数量为2273人。